# Alfred Zierler
Alfred Zierler (* 28. Mai 1933 in Himberg; † 26. Juli 2024) war ein österreichischer Medailleur  und Graveur.

## Leben
Er stammte aus Himberg bei Wien und wurde dort am 28. Mai 1933 geboren. Nach dem Abschluss seiner Graveurlehre erhielt er eine Anstellung beim Hauptmünzamt Wien. Er blieb bei diesem Arbeitgeber bis zu seiner Pensionierung im Jahr 1993 als Regierungsrat. Die Stufen seiner Karriere waren Graveur für die Stempel der Münze, die Herstellung der österreichischen Nachkriegsorden, Chefgraveur der Wiener Münze seit 1984. Die Republik Österreich zeichnete 1993 Alfred Zierler mit dem Goldenen Ehrenzeichen für Verdienste um die Republik Österreich aus.

## Wirken
Die Liste der Sonderprägungen der staatlichen Münze Österreich mit seiner künstlerischen Mitwirkung ist lang:
- 25 Schilling 1967 – 250. Geburtstag Maria Theresias
- 100 Schilling 1977 – 500 Jahre Münzstätte Hall Tirol.
- 50 Schilling 1978 – 150. Todestag  Franz Schuberts
- 100 Schilling 1978 – 1100 Jahre Villach
- 100 Schilling 1979 – Internationales Zentrum Wien
- 500 Schilling 1981 – 100. Geburtstag  Otto Bauers
- 500 Schilling 1982 – 80. Geburtstag  Leopold Figls
- 500 Schilling 1984 – 175 Jahre Tiroler Freiheitskampf
- 500 Schilling 1984 – 700 Jahre Stift Stams
- 500 Schilling 1985 – 40 Jahre Friede in Österreich
- 500 Schilling 1987 – 150 Jahre  Österreichische Eisenbahnen
- 500 Schilling 1988 – 850 Jahre St. Georgenberg Abtei
- 500 Schilling 1989 – Gustav Klimt
- 20 Schilling 1991 – Franz Grillparzer, 200. Geburtstag
- 100 Schilling 1991 – Rudolf von Habsburg 700. Todesjahr
- 1000 Schilling 1991 – Mozart 200. Todesjahr
- 1000 Schilling 1994 – Münzstätte Wien 800 Jahre
- 1000 Schilling 1995 – Olympiade